# TRAPPIST-1e
TRAPPIST-1e či také 2MASS J23062928-0502285 e je kamenitá exoplaneta tvarem téměř shodná s planetou Zemí obíhající v obyvatelné zóně mimořádně chladného červeného trpaslíka TRAPPIST-1. Je vzdálena asi 40 světelných let (12,1 parseků) od Země v souhvězdí Vodnáře. Je to čtvrtá planeta v systému TRAPPIST-1. Spolu s ní obíhají v obyvatelné zóně planety TRAPPIST-1f a TRAPPIST-1g.